# Anabasis cretacea
Anabasis cretacea là loài thực vật có hoa thuộc họ Dền. Loài này được Pall. mô tả khoa học đầu tiên năm 1771.